# جان موریس (هنرپیشه)
جان موریس (انگلیسی: John Morris؛ زادهٔ ۲ اکتبر ۱۹۸۴) یک هنرپیشه اهل ایالات متحده آمریکا است.
از فیلم‌ها یا برنامه‌های تلویزیونی که وی در آن نقش داشته است می‌توان به داستان اسباب‌بازی، داستان اسباب‌بازی ۳، میمون‌صفت اشاره کرد.